# Bo Svensson (justitieråd)
Bo Eive Svensson, född den 10 april 1940 i Örgryte församling i Göteborgs och Bohus län, är en svensk jurist och domare och tillika pensionerad ordförande i Högsta domstolen.
Svensson är uppväxt i Göteborgsområdet. Han tog juristexamen 1963 och tjänstgjorde som tingsnotarie 1964–1967. Han förordnades till hovrättsassessor i Svea hovrätt 1973, samma år tjänstledig och 1973–1975 rättssakkunnig i Justitiedepartementet, departementsråd i departementet 1976–1979, sedan överdirektör på Brottsförebyggande rådet 1979–1987. Han utnämndes till justitieråd 1987, och till ordförande i Högsta domstolen 17 oktober 2002.
Svensson har varit ordförande i Aktiebolagskommittén, ordförande i Bokföringsnämnden,  ordförande i Utredningen om aktiekapital och redovisning i utländsk valuta, utredningsman i Utredningen om revisorer och revision, ordförande i utredningen om mutor, utredare rörande ersättning för polisbevakning, ordförande i Tjänsteförslagsnämnden för domstolsväsendet, ordförande i Aktiemarknadsnämnden, ordförande i Ombudskostnadsnämnden, ordförande i Prövningsnämnden för stöd till kreditinstitut, vice ordförande i disciplinnämnden hos FAR SRS och revisor i Kungl. Ingenjörsvetenskapsakademien . Han är numera ordförande i disciplinnämnden hos Nordic Growth Market och Stiftelsen för Stockholmspriset i kriminologi. Han har utgivit böcker inom associationsrätt, och anses vara expert på detta område.
Svensson är ett av de justitieråd som uppmärksammats för att åta sig uppdrag som skiljeman parallellt med domarsysslan.